# Sioux City
Sioux City [ˌsuːˈsɪti] ist eine Stadt (mit dem Status „City“) und Verwaltungssitz des Woodbury County im US-amerikanischen Bundesstaat Iowa. Ein kleiner Teil des Stadtgebiets erstreckt sich in das benachbarte Plymouth County. Im Jahr 2020 hatte Sioux City 85.797 Einwohner. Damit ist Sioux City die viertgrößte Stadt des Bundesstaates.
Der hier errichtete KCAU-Fernsehsendemast gehörte 2009 mit seinen 609,6 m zu den höchsten Bauwerken der Erde.
Sioux City liegt im Zentrum der Sioux City Metropolitan Area, die sich von Iowa bis in die benachbarten Staaten South Dakota und Nebraska erstreckt.

## Geografie

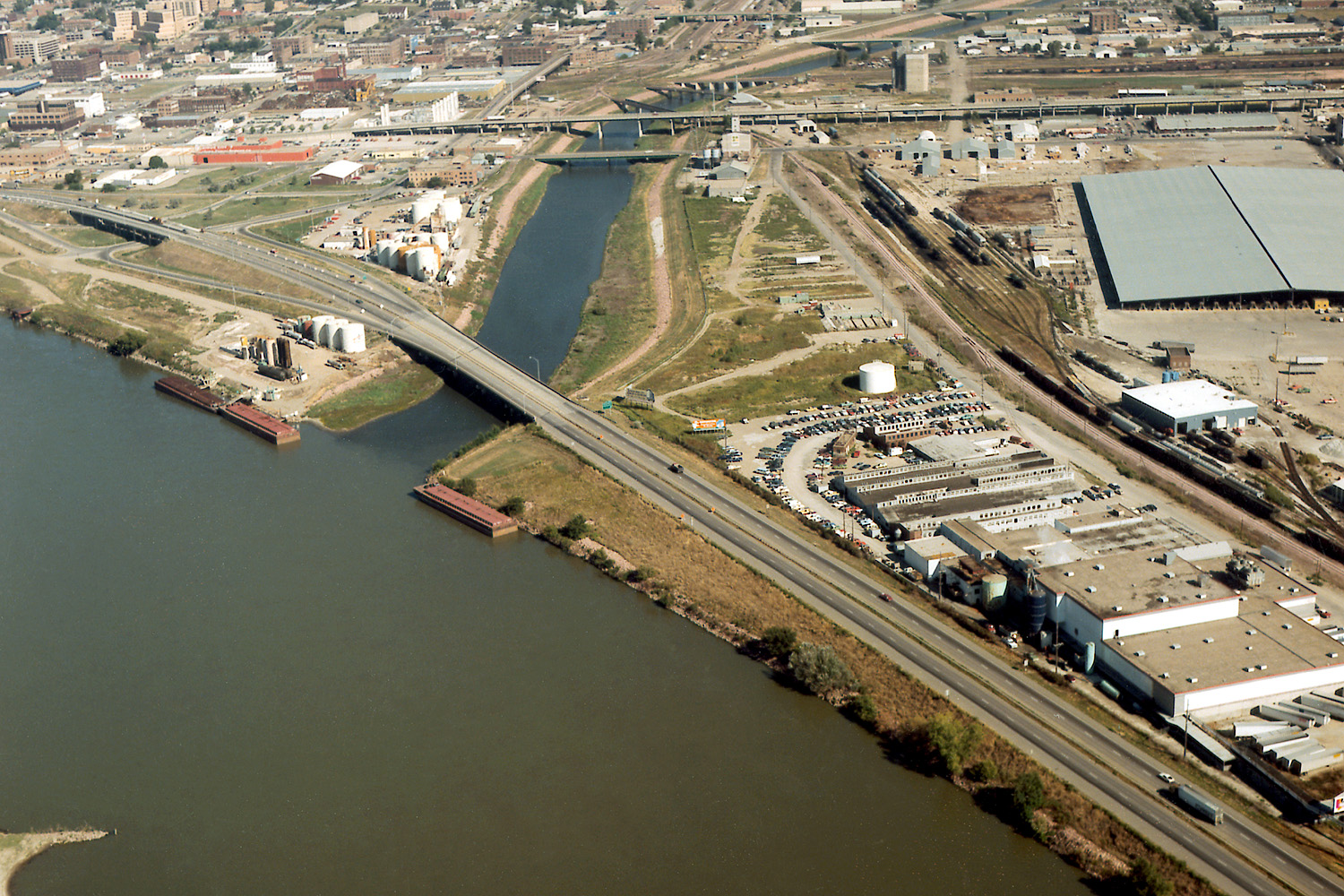
Mündung des Floyd River in den Missouri River in Sioux City

Sioux City liegt im Westen Iowas an der Mündung des Big Sioux River in den Missouri. Dabei bildet der Big Sioux River die Grenze Iowas zu South Dakota und der Missouri die Grenze nach Nebraska. Weiterhin mündet in Sioux City auch der Floyd River in den Missouri. In Sioux City beginnt die Schiffbarkeit des Missouri.
Die geografischen Koordinaten von Sioux City sind 42°29′53″ nördlicher Breite und 96°23′44″ westlicher Länge. Das Stadtgebiet erstreckt sich über eine Fläche von 151,5 km², die sich auf 148,54 km² Land- und 2,96 km² Wasserfläche verteilen. Die Stadt gehört keiner Township an.
Nachbarorte von Sioux City sind Hinton (17,9 km nordöstlich), Lawton (19,8 km östlich), Bronson (20,9 km südöstlich), Sergeant Bluff (am südlichen Stadtrand), South Sioux City (am gegenüberliegenden Missouriufer in Nebraska), Dakota City (10,7 km südlich), Dakota Dunes in South Dakota und North Sioux City in South Dakota (an der westlichen Stadtgrenze) sowie Jefferson in South Dakota (22,6 km nordwestlich).
Die nächstgelegenen größeren Städte sind die Twin Cities in Minnesota (Minneapolis und Saint Paul) (435 km nordöstlich), Rochester in Minnesota (437 km ostnordöstlich), Cedar Rapids (425 km östlich), Iowas Hauptstadt Des Moines (305 km ostsüdöstlich), Nebraskas größte Stadt Omaha (162 km südsüdöstlich), Kansas City in Missouri (448 km in der gleichen Richtung), Nebraskas Hauptstadt Lincoln (205 km südlich) und South Dakotas größte Stadt Sioux Falls (140 km nordnordwestlich).

## Klimatabelle
|                       | Jan   | Feb   | Mär  | Apr  | Mai  | Jun  | Jul  | Aug  | Sep  | Okt  | Nov  | Dez   |   |       |
| Mittl. Tagesmax. (°C) | −2,4  | 0,7   | 7,7  | 16,8 | 22,9 | 27,8 | 30,3 | 28,6 | 23,8 | 17,8 | 8,0  | −0,6  | ⌀ | 15,2  |
| Mittl. Tagesmin. (°C) | −13,5 | −10,1 | −3,5 | 3,5  | 10,0 | 15,3 | 18,2 | 16,7 | 11,1 | 4,2  | −3,1 | −10,7 | ⌀ | 3,2   |
|                       |       |       |      |      |      |      |      |      |      |      |      |       |   |       |
| Niederschlag (mm)     | 14,0  | 18,0  | 49,8 | 59,4 | 93,2 | 94,2 | 83,1 | 75,4 | 73,2 | 49,3 | 27,4 | 19,8  | Σ | 656,8 |
|                       |       |       |      |      |      |      |      |      |      |      |      |       |   |       |
| Regentage (d)         | 3,4   | 3,7   | 6,5  | 7,4  | 8,9  | 8,1  | 6,9  | 6,8  | 6,9  | 5,0  | 3,7  | 4,1   | Σ | 71,4  |

| −13,5 |

| −10,1 |

| −3,5 |

| 3,5 |

| 10,0 |

| 15,3 |

| 18,2 |

| 16,7 |

| 11,1 |

| 4,2 |

| −3,1 |

| −10,7 |

| −13,5 |

| −10,1 |

| −3,5 |

| 3,5 |

| 10,0 |

| 15,3 |

| 18,2 |

| 16,7 |

| 11,1 |

| 4,2 |

| −3,1 |

| −10,7 |

## Verkehr
Durch das Zentrum von Sioux City führt der entlang des Missouri verlaufende Interstate Highway 29, der die kürzeste Verbindung von Kansas City zur kanadischen Grenze bildet. Der I 129 führt über eine Brücke über den Missouri und bildet die westliche Ausfallstraße von Sioux City. Im Stadtgebiet treffen weiterhin die U.S. Highways 20, 75 und 77 sowie der Iowa State Highway 12 aufeinander. Alle weiteren Straßen sind untergeordnete Landstraßen, teils unbefestigte Fahrwege sowie innerörtliche Verbindungsstraßen.
Sioux City ist ein Eisenbahnknotenpunkt, an dem mehrere Strecken der BNSF Railway, der Union Pacific Railroad (UP) und der Canadian National Railway (CN) zusammentreffen. Zudem quert mit der Sioux City Bridge eine Eisenbahnbrücke den Missouri, die auf eine der ersten Brücken über den Fluss aus dem Jahre 1888 zurückgeht.
Der Sioux Gateway Airport im Süden des Stadtgebiets ist der nach dem Passagieraufkommen viertgrößte Verkehrsflughafen von Iowa. Eine gewisse Bekanntheit auch in Europa bekam die Stadt und der Flughafen als Schauplatz des Films Katastrophenflug 232, welcher auf United-Airlines-Flug 232 basiert.

## Hochschulen
- Morningside College
- Briar Cliff University
- Western Iowa Tech Community College

## Bevölkerung
Nach der Volkszählung im Jahr 2010 lebten in Sioux City 82.684 Menschen in 31.571 Haushalten. Die Bevölkerungsdichte betrug 556,6 Einwohner pro Quadratkilometer. In den 31.571 Haushalten lebten statistisch je 2,54 Personen.
Ethnisch betrachtet setzte sich die Bevölkerung zusammen aus 80,6 Prozent Weißen, 2,9 Prozent Afroamerikanern, 2,6 Prozent amerikanischen Ureinwohnern, 2,7 Prozent Asiaten, 0,1 Prozent Polynesiern sowie 7,4 Prozent aus anderen ethnischen Gruppen; 3,7 Prozent stammten von zwei oder mehr Ethnien ab. Unabhängig von der ethnischen Zugehörigkeit waren 16,4 Prozent der Bevölkerung spanischer oder lateinamerikanischer Abstammung.
26,6 Prozent der Bevölkerung waren unter 18 Jahre alt, 61,0 Prozent waren zwischen 18 und 64 und 12,4 Prozent waren 65 Jahre oder älter. 50,8 Prozent der Bevölkerung waren weiblich.
Das mittlere jährliche Einkommen eines Haushalts lag bei 43.449 USD. Das Pro-Kopf-Einkommen betrug 22.143 USD. 16,9 Prozent der Einwohner lebten unterhalb der Armutsgrenze.

## Tragödien
Am 19. Juli 1989 stürzte eine McDonnell Douglas DC-10 des Fluges United-Airlines-Flug 232 bei der Notlandung auf dem Sioux Gateway Airport ab. Sie zerbrach und ging in Flammen auf. Anlass war ein kompletter Druckverlust in den Hydrauliksystemen wegen eines gebrochenen Bauteils der Niederdruckverdichtung im hinteren Triebwerk. 111 der 285 Menschen an Bord kamen ums Leben.

## Söhne und Töchter der Stadt
- Frank Troeh (1882–1968), Sportschütze
- Harry Hopkins (1890–1946), Ratgeber des US-Präsidenten Franklin D. Roosevelt
- Dave Bancroft (1891–1972), Baseballspieler und -manager
- Paul Schuster Taylor (1895–1984), Sozialwissenschaftler
- William Edwards Deming (1900–1993), Pionier im Bereich des Qualitätsmanagements
- Vincent F. Harrington (1903–1943), Politiker und Vertreter von Iowa im US-Repräsentantenhaus
- Morgan Taylor (1903–1975), Leichtathlet
- Peggy Gilbert (1905–2007), Jazzmusikerin
- Einar Haugen (1906–1994), Sprachwissenschaftler
- Macdonald Carey (1913–1994), Film-, Fernseh- und Theaterschauspieler
- George Abramowitsch Koval (1913–2006), sowjetischer Nachrichtendienstoffizier
- Howard Dimsdale (1914–1991), Drehbuchautor
- Milton E. Mohr (1915–2000), Erfinder und Manager
- Winifred Asprey (1917–2007), Mathematikerin und Informatikerin
- Eppie Lederer (1918–2002), Ratgeberkolumnistin
- Pauline Phillips (1918–2013), Zeitungskolumnistin
- Robert P. Multhauf (1919–2004), Chemiker und Wissenschaftshistoriker
- Constance Moore (1921–2005), Filmschauspielerin, Sängerin
- Big Miller (1922–1992), Blues- und Jazzsänger
- John Melcher (1924–2018), Politiker der Demokratischen Partei
- Paul H. Reistrup (* 1933), Manager und Wirtschaftsberater in der Eisenbahnbranche
- Alan J. Heeger (* 1936), Nobelpreisträger
- Jerry Lacy (* 1936), Schauspieler
- Carroll Cole (1938–1985), Serienmörder
- Jim Ross Lightfoot (* 1938), Politiker und Vertreter von Iowa im US-Repräsentantenhaus
- Sharon Farrell (1940–2023), Schauspielerin
- Vernon E. Clark (* 1944), Militär und Chief of Naval Operations der US-Navy
- Dale Jamieson (* 1947), Professor für Umweltwissenschaften, Philosophie und Rechtswissenschaften
- Fred Grandy (* 1948), Schauspieler und Politiker
- Jerry Mathers (* 1948), Schauspieler und ehemaliger Kinderdarsteller
- Tommy Bolin (1951–1976), Rock-Gitarrist
- David Loebsack (* 1952), Politiker
- Ron Clements (* 1953), Animator und Zeichentrickfilmregisseur
- William N. Weins (1953–2001), Maschinenbauingenieur, Metallurg und Hochschullehrer
- Debra Rolison (* 1954), Chemikerin
- Lawrence Zoernig (1960–2017), Cellist und Komponist
- Dan Goldie (* 1963), Tennisspieler
- Ryan Kisor (* 1973), Jazztrompeter
- Kirk Hinrich (* 1981), Basketballspieler
- Ben Jacobson (* 1983), Basketballspieler
- Mattie Montgomery (* 1987), Metalcore-Sänger
- Shelby Houlihan (* 1993), Mittel- und Langstreckenläuferin
- Kian Lawley (* 1995), Webvideoproduzent und Schauspieler
- Kiana James (* 1997), Wrestlerin

## Städtepartnerschaften
- Lake Charles, Vereinigte Staaten, seit 1995
- Yamanashi, Japan, seit 2003